# Cape Town (série télévisée)
Cape Town est une série télévisée allemande en six épisodes de 45 minutes créée par Mark Needham et Annette Reeker, diffusée en avant première en Pologne le 23 juin 2016 sur TVN, puis diffusée le 5 juillet 2016 sur la chaine câblée allemande 13th Street.
En France, la série est diffusée dans Serial Thriller à partir du 18 septembre 2016 sur 13e rue,,. En Belgique, elle est diffusée à partir du 20 décembre 2019 sur RTLplay, et au Québec à partir du 19 juillet 2022 à Télé-Québec. Elle reste inédite dans les autres pays francophones.

## Synopsis
Le capitaine de police Mat Joubert ne se remet pas de la mort de son épouse, décédée il y a tout juste un an. Il est pourtant temps de se ressaisir : le nouveau chef de la brigade lui assigne une mission particulièrement intense, ainsi qu'un nouveau coéquipier, Sanctus Snook. Les deux hommes, d'abord méfiants, n'ont d'autre choix que d'allier leurs talents pour résoudre l'épineuse énigme qui leur est imposée…

## Distribution
- Trond Espen Seim (VF : Olivier Trechet) : Mat Joubert
- Boris Kodjoe (VF : Alain Perret) : Sanctus Snook
- Arnold Vosloo (VF : Philipe Boissy) : Robin van Rees
- Marcin Dorociński : Christian Coolidge
- Axel Milberg : Norbert Wernicke
- Jessica Haines (en) (VF : Adèle Malraux) : Hanna Nortier
- Isolda Dychauk (VF : Lila Vara) : Irena Krol
- Jody Abrahams : Bart de Wit
- Lemogang Tsipa : Hector Ntulu

## Épisodes
| N° | Titre                                    | Réalisation        | Scénario                | Diffusion allemande | Diffusion française |
| --- | ---------------------------------------- | ------------------ | ----------------------- | ------------------- | ------------------- |
| 1 | Crimes et thérapie Relativity            | Peter Ladkani (de) | Mark Needham Anna Tebbe | 5 juillet 2016      | 18 septembre 2016   |
| Un an après le décès de sa femme, le capitaine de police Mat Joubert reprend du service. Son nouveau colonel lui assigne un nouveau coéquipier : Sanctus Snook et très vite, ils vont devoir résoudre leur première affaire…          |                                          |                    |                         |                     |                     |
| 2 | Double Jeu Echoes of the Past            | Peter Ladkani      | Mark Needham Anna Tebbe | 2016                | 18 septembre 2016   |
| Mat et Sanctus sont appelés sur une nouvelle scène de crime. De son côté, Mat se pose de plus en plus de questions sur son partenaire.                                                                                                |                                          |                    |                         |                     |                     |
| 3 | Regrets et Remords Shallow End           | Peter Ladkani      | Mark Needham Anna Tebbe | 2016                | 25 septembre 2016   |
| Galia est retrouvée morte dans un lac de Cape Town. L'autopsie révèle qu'elle a été droguée et noyée. De son côté, Mat confie à sa thérapeute qu'il n'a aucun souvenir de la nuit où sa femme est morte.                              |                                          |                    |                         |                     |                     |
| 4 | Chantage et scandale Show-Time           | Peter Ladkani      | Mark Needham Anna Tebbe | 2016                | 25 septembre 2016   |
| Un nouveau corps est retrouvé avec le masque d'Arnold Schwarzenegger. Pendant ce temps, la relation entre Mat et Sanctus s'améliore et ils parlent ouvertement de Lara pour la première fois.                                         |                                          |                    |                         |                     |                     |
| 5 | Menaces et Intimidations Way to Paradise | Peter Ladkani      | Mark Needham Anna Tebbe | 2016                | 2 octobre 2016      |
| Les meurtres continuent à Cape Town. Le téléphone de Galia est retrouvé, ce qui permet aux équipes d'établir un lien entre Irena et les filles retrouvées mortes. De son côté, Mat se confie à Sanctus sur la nuit où Lara est morte. |                                          |                    |                         |                     |                     |
| 6 | Histoire de vengeance Enigma             | Peter Ladkani      | Mark Needham Anna Tebbe | 8 septembre 2016    | 2 octobre 2016      |
| Alors qu'Irina est en fuite et que sa vie est menacée, Mat et Santus découvrent l'identité de l'homme qui a assassiné Lara et ce qui s'est réellement passé la nuit du meurtre.                                                       |                                          |                    |                         |                     |                     |